# フェルガナ・スタジアム
フェルガナ・スタジアム(英: Fargona Stadium)は、ウズベキスタン東部の都市フェルガナにある多目的スタジアムである。

## 概要
収容人数は14,600人。主にサッカーの試合に用いられる。ウズベク・リーグに所属するネフチ・フェルガナがホームスタジアムとして使用している。

## 交通アクセス
フェルガナ空港よりタクシーで約10～15分。ウズベキスタン鉄道のフェルガナ第二駅(キルギスとの国境付近にある、ウズベキスタン側最後の駅)からも同程度。